# Hypena uniformalis
Hypena uniformalis är en fjärilsart som beskrevs av Heinrich Benno Möschler 1880. Hypena uniformalis ingår i släktet Hypena och familjen nattflyn. Inga underarter finns listade i Catalogue of Life.